# Posadas
Posadas là một đô thị trong tỉnh Córdoba, Andalusia, Tây Ban Nha.